# Francisco de Melo (comte d'Assumar)
Dom Francisco de Melo (1597 - 18 de desembre de 1651) va ser un noble portuguès que va servir com a general espanyol durant la Guerra dels Trenta Anys.
Francisco de Melo va néixer a Estremoz, Portugal. Del 1632 al 1636 havia estat ambaixador espanyol a la República de Gènova. El 1638 va ser nomenat virrei de Sicília, i dos anys més tard va ser ambaixador a Viena. Va ser nomenat substitut del marquès de Leganés.
Va ser marquès de Tor de Laguna a Portugal, comte d'Assumar i, a la mort de Ferran d'Àustria el novembre de 1641 fou substituït provisionalment per Francisco de Melo. Es prioritzava la lluita contra la revolta a Catalunya i la revolta de Portugal, i arribaven menys diners als Països Baixos espanyols. Fins al 1644, fou governador interí dels Països Baixos del sud.
Quan Melo va arribar al sud dels Països Baixos, ja tenia una carrera política impressionant. Va aconseguir una gran victòria contra Antoine de Gramont a la batalla de Honnecourt el maig de 1642.
Va ser derrotat en la batalla de Rocroi el 1643 i quan en 1644 es va llançar un nou atac republicà a Anvers, de Melo havia col·locat una gran força de 10.000 a 12.000 homes als voltants de la ciutat perquè Anvers, Bruges i Gant estiguessin cobertes. França, mentrestant, assetjava Gravelines i Frederic Enric va assetjar i prendre Sas van Gent, però no va poder prendre Anvers. Després de la captura de Grevelines pels francesos, De Melo va dirigir-s'hi amb un exèrcit de socors, però no la va poder recuperar. L'agost de 1644 De Melo va tornar a Espanya i va ser nomenat conseller d'estat i conseller militar reial per Felip IV de Castella i el 20 de setembre De Melo va ser succeït per Manuel de Castel-Rodrigo.